# C4FM
C4FMは、無線向けデジタル通信方式の一つであり、4値FSKの一種である。
アマチュア無線・デジタル簡易無線・業務無線・防災無線などで利用される。
日本国内では、八重洲無線が提唱するアマチュア無線向けデジタル通信を指す事が多く、ここではそれについて説明する。

## 特徴
変調方式をTIA/EIAで規定されているAPCO P-25をベースとしている為、高音質・データ通信を実現している。APCO P-25は、業務用無線(主に公共無線)で多く採用されており、信頼性・拡張性に優位性がある。
FSK変調の為、アナログFM変調と親和性が高くブースターなどアナログ機器がそのまま利用出来る。
アナログとは異なり、音声と同時にデータを送ることができる。八重洲無線では、これを利用したVoIPシステムWIRES-Xのサービスを提供している。

## 無線設備の技術的条件
- 通信方式:SCPC(Single Channel Per Carrier)による短信方式、単向通信方式又は同報通信方式
- 周波数帯：アマチュア無線用に割り当てられた周波数帯
- 電波形式：F1D(データ) 、F7W(データ&音声)
- 変調方式：4値FSK(C4FM)
- 音声符号化方式：AMBE+2(Advanced Multi-Band Excitation) ※規格書には明記が無いがこれ以外に存在しない。
- 伝送速度：9.6 kbps
- フレーム長：100 ms

## データモード(データ種別)
- VD (V/D type1)：Voice & Data

音声とコールサインやテキストデータを同時に送ることが可能
- DN (V/D type2)：Extend Voice

誤り訂正付き音声とコールサインやテキストデータを同時に送ることが可能
- VW (Voice FR)：Full Rate Voice

高音質音声を送信可能。音声符号4.4kbps、誤り符号2.8kbps
- DW (Data FR)：Full Rate DATA

データを送信可能。画像データ転送などに使われる。
※取り扱い説明書とアマチュアデジタル標準規格の名称が異なるので注意

## C4FM対応のアマチュア無線機
下記に列挙する製品はすべてC4FM対応となる。
| 製品名    | Portable HRI | Portable Digital Node(PDN) | HRI-200 | 販売     | 備考         |
| --------- | ------------ | -------------------------- | ------- | -------- | ------------ |
| FT1D      | ×            | ×                          | ×       | 生産終了 |              |
| FT2D      | ○            | ○                          | ×       | 生産終了 |              |
| FT3D      | ○            | ○                          | ×       | 生産終了 |              |
| FT5D      | ○            | ○                          | ×       |          |              |
| FT-70D    | ×            | ×                          | ×       |          |              |
| FTM-100D  | ○            | ○                          | ○       | 生産終了 |              |
| FTM-200D  | ○            | ○                          | ○       |          |              |
| FTM-300D  | ○            | ○                          | ○       |          |              |
| FTM-400D  | ○            | ○                          | ○       | 生産終了 |              |
| FTM-500D  | ○            | ○                          | ○       |          |              |
| FTM-7250D | ×            | ×                          | ×       | 生産終了 | 海外販売のみ |
| FTM-3200D | ×            | ×                          | ×       | 生産終了 | 海外販売のみ |
| FTM-3207D | ×            | ×                          | ×       | 生産終了 | 海外販売のみ |
| FT-991A   | ×            | ×                          | ×       |          |              |